# 163-й отдельный танковый батальон
163-й отдельный танковый батальон — воинская часть Вооруженных Сил СССР в Великой Отечественной войне.

## История
Батальон сформирован в конце 1941 года. В конце декабря 1941 года прибыл на Волховский фронт, разгрузился на станции Тальцы. 
В действующей армии с 1 января 1942 года по 10 мая 1942 и с 27 июля 1942 по 12 июня 1944 года. Прибыл на Волхов, после 80-километрового марша от станции Тальцы в район Некшино, оставив по дороге половину танков застрявшими и сломавшимися. С 7 января 1942 года в ходе Любанской операции, поддерживает действия 378-й стрелковой дивизии, обеспечивая захват ею плацдармов у деревни Лезно . 25 января 1942 года в связи с перегруппировкой войск фронта, передислоцируется южнее, в район Большие Вяжищи, где принял оставшуюся материальную часть 166-го отдельного танкового батальона и затем вёл бои в районе Спасской Полисти.
По-видимому в начале марта 1942 года восстанавливается в районе Большая Вишера . В начале мая 1942 года отправлен в резерв.
В июле 1942 года на станции Лось Московского военного округа вошёл в состав 213-й танковой бригады и дальнейший боевой путь прошёл в её составе. С июля 1942 по март 1943 года находится на рубеже Гжатск - Юхнов, в марте 1943 года наступает на Вязьму, в июле 1943 года принимает участие в Болховско-Орловской операции, поддерживая 11-ю гвардейскую армию, понёс большие потери и уже в июле 1943 года выведен в резерв, где находится до ноября 1943 года.
С 3 октября 1943 года в районе Сермилево — Ярцево батальон перевооружается трофейными танками PzKpfw III и PzKpfw IV (213-я танковая бригада стала единственным танковым соединением Вооружённых сил СССР, полностью вооружённой трофейной техникой, исключая несколько командирских танков )
С 1 ноября 1943 года начала переброску в район Духатино (западнее города Красный), где был придан 42-й стрелковой дивизии и с 14 ноября 1943 года поддерживает наступление дивизии, в боях несёт потери. С 14 декабря 1943 года получает пополнение снова трофейными танками, и с 22 декабря 1943 года поддерживает в наступлении 274-ю стрелковую дивизию.  24 декабря 1943 года оставшиеся танки бригады были сведены в 163-й батальон (4 Т-34, 8 PzKpfw III  и 1 PzKpfw IV). В ходе боёв батальон вышел к железной дороге Витебск — Смоленск в районе деревень Хотемля, Иванькина, Тенькова (Крынковский сельсовет, Витебская область). В последующие дни батальон взял деревни Лобаны и Зазыбы (Шапечинский сельсовет, Витебская область). В районе деревни Дрибино остававшиеся 3 Т-34 и 2 PzKpfw III попали в засаду и были уничтожены, за исключением одного трофейного танка. К 31 декабря 1943 года в батальоне (соответственно в бригаде) оставалось два танка (1 PzKpfw III и 1 PzKpfw IV). 6 января 1944 года батальон был отведён в Староселье, где начал пополнение. Однако большая часть танков, пришедших в батальон, требовали ремонта, и в начале февраля часть танков была отправлена на заводы, 7 PzKpfw IV переданы в 23-ю гвардейскую танковую бригаду, а батальон в составе 213-й бригады с конца февраля начал получать отечественную технику.
12 июня 1944 года переименован в 1-й танковый батальон 213-й танковой бригады и утратил статус отдельной воинской части.

## Подчинение
| Дата            | Фронт (округ)                                              | Армия                  | Корпус | Бригада                | Примечания |
| --------------- | ---------------------------------------------------------- | ---------------------- | ------ | ---------------------- | ---------- |
| 01.01.1942 года | Волховский фронт                                           | 59-я армия             | -      | -                      | -          |
| 01.02.1942 года | Волховский фронт                                           | 59-я армия             | -      | -                      | -          |
| 01.03.1942 года | Волховский фронт                                           | 59-я армия             | -      | -                      | -          |
| 01.04.1942 года | Волховский фронт                                           | 59-я армия             | -      | -                      | -          |
| 01.05.1942 года | Ленинградский фронт (Группа войск Волховского направления) | 59-я армия             | -      | -                      | -          |
| 01.06.1942 года | Московский военный округ                                   | -                      | -      | -                      | -          |
| 01.07.1942 года | Московский военный округ                                   | -                      | -      | -                      | -          |
| 01.08.1942 года | Западный фронт                                             | 20-я армия             | -      | 213-я танковая бригада | -          |
| 01.09.1942 года | Западный фронт                                             | 20-я армия             | -      | 213-я танковая бригада | -          |
| 01.10.1942 года | Западный фронт                                             | 33-я армия             | -      | 213-я танковая бригада | -          |
| 01.11.1942 года | Западный фронт                                             | 33-я армия             | -      | 213-я танковая бригада | -          |
| 01.12.1942 года | Западный фронт                                             | 33-я армия             | -      | 213-я танковая бригада | -          |
| 01.01.1943 года | Западный фронт                                             | 33-я армия             | -      | 213-я танковая бригада | -          |
| 01.02.1943 года | Западный фронт                                             | 33-я армия             | -      | 213-я танковая бригада | -          |
| 01.03.1943 года | Западный фронт                                             | 10-я армия             | -      | 213-я танковая бригада | -          |
| 01.04.1943 года | Западный фронт                                             | 33-я армия             | -      | 213-я танковая бригада | -          |
| 01.05.1943 года | Западный фронт                                             | 33-я армия             | -      | 213-я танковая бригада | -          |
| 01.06.1943 года | Западный фронт                                             | 11-я гвардейская армия | -      | 213-я танковая бригада | -          |
| 01.07.1943 года | Западный фронт                                             | 11-я гвардейская армия | -      | 213-я танковая бригада | -          |
| 01.08.1943 года | Западный фронт                                             | -                      | -      | 213-я танковая бригада | -          |
| 01.09.1943 года | Западный фронт                                             | -                      | -      | 213-я танковая бригада | -          |
| 01.10.1943 года | Западный фронт                                             | -                      | -      | 213-я танковая бригада | -          |
| 01.11.1943 года | Западный фронт                                             | -                      | -      | 213-я танковая бригада | -          |
| 01.12.1943 года | Западный фронт                                             | 33-я армия             | -      | 213-я танковая бригада | -          |
| 01.01.1944 года | Западный фронт                                             | 33-я армия             | -      | 213-я танковая бригада | -          |
| 01.02.1944 года | Западный фронт                                             | 33-я армия             | -      | 213-я танковая бригада | -          |
| 01.03.1944 года | Западный фронт                                             | 33-я армия             | -      | 213-я танковая бригада | -          |
| 01.04.1944 года | Западный фронт                                             | 33-я армия             | -      | 213-я танковая бригада | -          |
| 01.05.1944 года | 3-й Белорусский фронт                                      | 31-я армия             | -      | 213-я танковая бригада | -          |
| 01.06.1944 года | 3-й Белорусский фронт                                      | 31-я армия             | -      | 213-я танковая бригада | -          |

## Командиры
- капитан Зиновьев